# Судьба праха святого Иоанна Крестителя
«Судьба праха святого Иоанна Крестителя» (нидерл. Geschiedenis van het gebeente van Johannes de Doper) — картина нидерландского живописца Гертгена тот Синт Янса (1460/65—1495), представителя Северного Возрождения. Создана около 1484 года. Хранится в Музее истории искусств в Вене (инв. №GG 993).

## История
Внешняя сторона створки высокого алтаря из церкви Рыцарей ордена Св. Иоанна в Харлеме; перевезена в Утрехт после разрушения алтаря в 1573 году. Подарена королю Англии Карлу I генералом в 1636 году, а после этого Карлом I маркизу Гамильтону. С 1659 года находилась в коллекции эрцгерцога Леопольда Вильгельма.
Художник Гертген тот Синт Янс, известный также как Гертген Харлемский, выполнил эту картину на заказ духовно-иерусалимского рыцарского ордена иоаннитов, которая стала одним из самых знаковых его произведений. Причиной заказа алтаря стала передача мощей турками в 1484 году. Это был большой триптих, от которого, после иконоборчества в эпоху Реформации, сохранились лишь две большие алтарные доски, которые первоначально составляли переднюю и заднюю части правой створки: «Оплакивание Христа» и «Судьба праха святого Иоанна Крестителя». Внутренняя правая часть «Оплакивание Христа» также хранится в Музее истории искусств в Вене.

## Описание
Если драматичность фигуры Христа в «Оплакивании» имеет схожие черты лиц Рогир ван дер Вейдена, то в этой работе художник предлагает новую тему группового портрета, который был распространен в Голландии в XVII веке, особенно в произведениях Франса Халса и Рембрандта.
Пейзаж не является чистым фоном, а окружающей обстановкой, в которой изображена сцена, где каждая группа фигур будто окаменела, что подчеркивает намерение положить конец культа того, кто крестил Иисуса Христа. В глубине художник изобразил отдельно как, будто на отдельной картине, погребение тела и головы Иоанна Крестителя; среди других персонажей изображена его мать Елизавета, которая оплакивает смерть своего сына.
Сжигание мощей Иоанна Крестителя должно было отвлечь верующих от почитания культа святого. Так римский император Флавий Клавдий Юлиан, известный как Юлиан Отступник, объявил себя язычником летом 361 года. Он видел единственную возможность выживания языческих народов в организации церковного типа, подобной христианской. Гертген объединил разные моменты повествования, создавая групповые портреты, среди которых есть изображения его заказчики в одежде XV века. История охватывает события от захоронения остатков женой Ирода, эксгумацию и кремацию по приказу Юлиана Отступника и выявления несгораемых мощей Рыцарями ордена Св. Иоанна.